# Felix Zandman
Felix Zandman (urodzony jako Feliks Zandman w 1927, zm. 6 czerwca 2011) – wynalazca polsko-żydowskiego pochodzenia, założyciel i kierownik technologiczny jednej z największych firmy produkujących elementy elektroniczne, Vishay Intertechnology.

## Życiorys

### Dzieciństwo i młodość
Wychowywał się w Grodnie. W wieku 14 lat został wraz z całą swoją rodziną (matka, ojciec, siostra i wszyscy dziadkowie) wywieziony do getta. Przeżył tylko dzięki pomocy polskiej rodziny Puchalskich, która go przechowała. Jego schowek miał wymiary 170 × 150 cm i tylko 120 cm wysokości. Ukrywał się tam przez 17 miesięcy wraz z jeszcze trzema innymi Żydami. Jednym z nich był jego wuj, który uczył go matematyki. Po wyzwoleniu przez wojska radzieckie w czerwcu 1944 i zrobieniu matury w czerwcu 1946, wyemigrował w lecie 1946 do Francji.

### Wykształcenie
W latach 1946–1949 studiował fizykę i inżynierię we Francji na Uniwersytecie w Nancy. Na francuskiej Sorbonie otrzymał stopień doktora nauk fizycznych za badania nad fotoelastycznością. W 1962 założył firmę Vishay Intertechnology, zatrudniającą obecnie ponad 22 000 ludzi i o przychodzie rocznym rzędu 2 miliardów dolarów.